# أرييه أروخ
أرييه أروخ (بالعبرية: אריה ארוך) (ولد في 1908 في روسيا - ومات في 15 أكتوبر 1974 في إسرائيل) هو رسام ودبلوماسي إسرائيلي. حصل على جائزة إسرائيل في الرسم في عام 1971.
تميزت أعماله بالمزج بين الاتجاه الشعبي والفن التجريدي، مع عناصر من حياته الخاصة. ويعتبره العديد من مؤرخي الفن الإسرائيلي، رائدا في استخدام الموضوعات اليهودية في أعماله.
تقنيته في الرسم التي تجمع بين الخربشة والرسم غير المنتظم، أثرت على مجموعة واسعة من الفنانين منهم رافي لافي، أفيفا يوري وغيرهم. وتقول سارة بريتبيرج سيميل في مقالتها «أغريبا مقابل نمرود» في عام 1988 أن أروخ يقدم نموذجا للمفهوم الإسرائيلي الجديد للتصميم الفني، ورأت بأن لوحته «شارع أغريبا» هي المعبر الحقيقي عن الهوية اليهودية.

## حياته

### النشأة
ولد أرييه أروخ في نوفمبر 1908 في خاركيف، التي كانت آنذاك جزءًا من الإمبراطورية الروسية واليوم هي جزء من أوكرانيا. واسمه الأصلي وهو أصغر أبناء ريفكا شولاميت وحاييم نيسلفيتش. وفي وقت ولادته، كانت مدينة خاركيف تقع خارج منطقة الاستيطان اليهودي في الإمبراطورية الروسية.
كان والده تاجرا ثريا نشطا في الأوساط السياسية الصهيونية في روسيا القيصرية. وشارك ضمن أمور أخرى، في إنشاء مدرسة تاربوت الثانوية في روسيا. تلقى في المنزل تعليمًا علمانيًا تضمن دروسًا في الموسيقى وتذوق الأدب والشعر. وخلال طفولته كان يرسم طوال الوقت.
وفي مقابلة أجريت بعد ذلك بسنوات، قال إنه بحلول سن السادسة كان يصنع رسومات بالفحم لمن كان في المنزل. وبالإضافة إلى ذلك، كان نيسلفيتش يزور معارض فنية في خاركيف. فمن بين المعارض التي عُرف أنه شاهدها كان معرض إيمانويل ماني كاتز.

### في فلسطين 1924-1934
في عام 1924، هاجر نيسلفيتش إلى فلسطين مع والديه وشقيقته، بينما بقي شقيقه الأكبر في الاتحاد السوفيتي. وخلال عامي 1925 و 1926 درس الفن في «أكاديمية بتسلئيل للفنون والتصميم» في القدس. وكان من بين زملائهأفيغدور ستيماتسكي، موشيه كاستل، سيونا تاغر، يحزقيل سترايشمان وغيرهم. وكان من بين أساتذته الرسام شموئيل بن دافيد، وفنان المينا آرون شاؤول شور، وجاكوب أيزنبرج بالإضافة إلى ذلك، نشأت صداقة بينه وبين الفنان حاييم جليكسبيرج، الذي علمه فن الرسم بالألوان الزيتية.
في عام 1926 التحق بثانوية هرتسليا العبرية في تل أبيب. وهناك أطلق عليه زملاؤه لقب «أروخ» (أي: الطويل) والتصق به بسبب طوله. تم تبني هذا اللقب في النهاية واسبتدله بلقب عائلته «نيسلفيتش». وفي 1929-1930، أمضى أروخ سنة ونصف في التخنيون يدرس الهندسة المعمارية. وفي عام 1932 درس لفترة قصيرة في استوديو الرسم الذي افتتحه يوسف زاريتسكي. وبالإضافة إلى ذلك قُبل في نقابة الرسامين والنحاتين الإسرائيليين، وعرض لوحاته في المعرض العام للجمعية.
وبعد وفاة والده في عام 1932، أقام أروخ شاهد قبر في مقبرة ترومبلدور ونقش عليه قصيدة لدافيد شمعوني، الذي كان معلمه في ثانوية هرتسليا العبرية. وفي عام 1934، توفيت والدته أيضًا.

### باريس - فلسطين - أمستردام، 1934-1939
وفي عام 1934 ذهب أروخ إلى باريس ودرس هناك في أكاديمية كولاروسي. وشارك أروش في عدد من الدروس التي قدمها الرسام التكعيبي فرناند ليجيه. وفي لوحة «في الداخل مع كرسي» (1935)، التي رسمها أروخ أثناء إقامته في باريس، تم تصوير الجزء الداخلي من غرفة زرقاء بضربات سريعة لفرشاة الرسم، مع كرسي أحمر في وسط الغرفة حيث توجد أشياء مختلفة متناثرة. وأسلوب هذه اللوحة، الذي يميز أروخ خلال هذه الفترة، يرمز إلى التعبيرية الخافتة التي اعتمدها أروخ تحت تأثير فناني «مدرسة باريس»، مثل حاييم سوتين، ومارك شاغال، وماني كاتز.
في لوحة «بورتريه» في الثلاثينيات من القرن الماضي، استخدم أروخ أيضًا ضربات فرشاة تعبيرية لإنشاء هذه الصورة الكئيبة. وعلى عكس لوحات الرسامين الآخرين، لا تتجاوز لوحات أروخ حدود التعبير الفني، ولا تتحول ضربات الفرشاة التعبيرية إلى وصف بمعاني مجردة.
وبعد عودته إلى فلسطين عام 1936 عمل مساح أراضي. وتزوج من إلين ألبيك (إلروي)، التي التقى بها على متن القارب في طريق العودة من باريس. واستمر هذا الزواج لفترة قصيرة فقط.
زواصل أروخ الرسم تحت تأثير مدرسة باريس. وشارك في معرض جماعي في متحف تل أبيب للفنون، وصمم المناظر لمسرحية «الدائرة البيضاء» (1936)، وهي أسطورة يابانية أخرجها فريدريش لوب في مسرح «أوهيل». وكذلك صمم المناظر لمسرحية «هاشومرين» تأليف إيفر حداني في مسرح هبيما.
أمضى أروخ الأعوام 1938-1939 في أمستردام. ويمكن التعرف على تأثير فنسنت فان جوخ عليه في لوحة «إناء زهور وحياة يومية» (1938)، حيث تبرز ضربات الفرشاة النشطة المييزة لأسلوب فان جوخ.
وفي لوحة «من خلال نافذة» (1938) أيضا يصور أروخ منظرًا حضريًا هولنديًا يُنظر إليه من خلال نافذة. وفي هذا العمل، وفي أعمال أخرى من هذه الفترة، اعتمد أروخ تقنية الخطوط الأفقية والعمودية للرسم لتقسيم التكوين بطريقة هندسية ومسطحة تقريبًا.
وفي 21 يناير 1939، أقام معرضا فرديا ضمن معرض «سانتا لاندفير» في أمستردام. وتمت تغطية المعرض في الصحافة المحلية، ولوحظ التأثير الباريسي على لوحاته.

### تل أبيب، 1939-1948

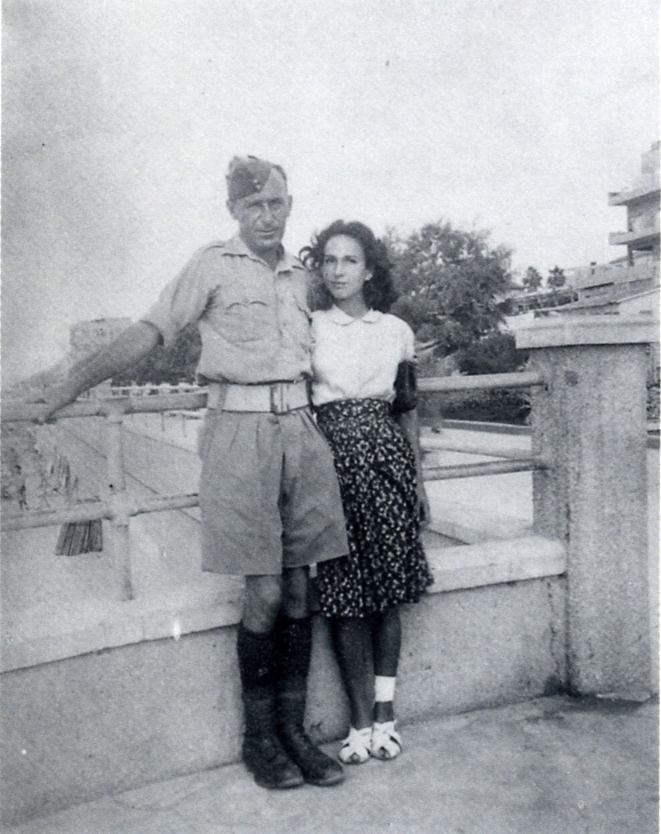
أرييه ودفورا أروخ، تل أبيب، 1943

في عام 1947 شارك أروخ في معرض باسم «السبعة» في متحف تل أبيب للفنون. وعُرضت في هذا المعرض عشر لوحات له، منهم لوحة «رجال في نزهة» (1943). ونشر يوجين كولب مقالًا نقديًا مثنيا على أعمال أروخ، وألقى الضوء على انتقاله من مرحلة ما بعد الانطباعية إلى التركيز على «الأشكال المركبة» و «الألوان البسيطة». وتظهر أعماله منذ منتصف العقد ميلًا نحو تخطيط وتفكيك المشهد إلى أجزاء هندسية بأسلوب المدرسة التكعيبية. ويمكن رؤية هذه الظاهرة أيضًا في لوحات سابقة، مثل لوحة «الحافلة الحمراء» (1944-1946) من مجموعة «الحافلة في الجبال».

### آفاق جديدة وقديمة، 1959-1966
ومن عام 1956 إلى عام 1959، شغل آرييه منصب السفير الإسرائيلي في البرازيل. وفي الوقت نفسه، عمل سفيرا في فنزويلا (1957 - 1958). وخلال هذه السنوات لم يكن يمارس الرسم كثيرا. وفي عام 1959 عُيِّن أروش سفيرًا لإسرائيل في السويد. ومنحته إقامته في السويد قدرا كبيرا من الطاقة الإبداعية. وبين عامي 1960 و 1962 بدأ في إنتاج مجموعة أعماله الأكثر أهمية، والتي اختلفت عن أسلوب الرسم الإسرائيلي لأعضاء حركة «آفاق جديدة» الآخرين في كل ما يتعلق بتضمين صور رمزية فنية إضافية.
وأحد الأشياء التي حفزت لديه هذا القدر من الإبداع هو تردده على معارض الفن المعاصر لتلك الفترة التي أقيمت في متحف مدينة ستوكهولم خلال تلك السنوات. وفي عام 1962، حضر أروش معرضًا لأعمال فناني «الأسلوب الشعبي» ومنهم روبرت راوشنبرغ وجاسبر جونز. قد تأثر أروخ باستخدام الفنانين الأمريكيين لأشياء جاهزة ومعدلة كجزء من أعمالهم الفنية، وكذلك الأساليب المجردة المعروفة باسم «البقعية» والأسلوب التلقائي الفرنسي، وقام بدمج هذه الأساليب وأصبحت تعرف باسم «التجريدية الملموسة». وبالنسبة لأروش وناقديه، كان معنى هذا النمط هو مزيج من الصور التصويرية التي كان لها معنى رمزي للفنان، والتصميم كتجريد من أجل إنشاء شكل جديد ومستقل.
ومن بين أعماله المشهورة في هذه الفترة سلسلة من اللوحات المعروفة باسم «تساربار» والتي بدأ أروخ رسمها في عام 1961. وتستند هذه الأعمال إلى صورة مأخوذة من علامة صانع أحذية من ذاكرة أروخ، وهي صورة لحذاء يتذكرها أروخ من طفولته. وقام أروخ بإنشاء أشكال مختلفة من هذه الصورة، ووصل في النهاية إلى نوع من النموذج المجرد موضوع داخل إطار بيضاوي. وفي مقابلة لاحقة، شرح أروخ تطور هذه الصورة كأساس لـ «التجريد الملموس»: «بدت الصورة التي نشأت من الحذاء وكأنها صورة ملموسة (على عكس الصورة المجردة)، التي حقها في الوجود هو نفس الحق في الوجود الذي أردت أن أجسده في كائن مجرد، في كائن يتوافق مع تعريف كنت قد أنشأته سابقًا.» 
في عام 1963 عاد أروخ من السويد واستقر في القدس. وتواصل مع بيرثا أوردانغ، مديرة معرض رينا في القدس، التي أقامت معرضًا لأعماله خلال هذا العام. بالإضافة إلى ذلك، عُين مديرًا للشؤون الثقافية بوزارة الخارجية، حيث ظل هناك حتى تقاعده عام 1971. وأثناء مشاركته في اجتماع في روما، كجزء من عمله مع وزارة الخارجية، تعرف على تقنية استخدام طباشير زيت الباستيل «باندا»، وبدأ العمل على مجموعة كبيرة من الأعمال باستخدام هذه التقنية، وكذلك في نسخ لأعماله السابقة. ويذكر الصحفي جدعون إفرات أن أروخ هو من أدخل مصطلح «باندا» إلى اللغة العبرية كمصطلح عام لهذا النوع من طباشير زيت الباستيل. 
وفي عام 1964 عرض أروش 34 من لوحاته في المعرض الإسرائيلي في بينالي البندقية، منهم لوحات نفذت باستخدام تقنية ألوان «الباندا». وفي عام 1966، أقام معرض مسادا في تل أبيب معرضًا لـ 23 من رسوماته الملونة على بتنقية الباندا، وهو من تنظيم رافي لافي.
تضمنت مجموعة أخرى من لوحات أروخ موعات مثل: تصوير الخروج اليهودي من مصر، وتصوير موسى بالوصايا العشر كما صورت في مخطوطات سراييفو هاجادا من القرن الرابع عشر. وهذه اللوحات مثل لوحة "الفكرة اليهودية" (1961)، "القوس باللون الأزرق البنفسجي" (1961)، أو "الخلق - سراييفو هاجادا" (1966) تتضمن رموزًا مجردة ذات مغزى ميتافيزيقي. وفي هذه الأعمال كما يؤكد جدعون إفرات، أن أروخ جمع بين "التجريد الشعري الإسرائيلي، الذي نشره زاريتسكي وزملاؤه من باريس، مع ذكرى الشعب اليهودي، ومزج بين الآفاق الجديدة والآفاق القديمة  وبين اليهودية والشمولية.
وفي لوحاته «المفوض السامي» (1966) و «شارع أغريبا» (1964)، ابتكر أروخ أكثر توليفة نموذجية من الأفكار المحلية «الملموسة» و «الأسلوب الشعبي» الدولي. وفي لوحة «شارع أغريبا»، وهو أكثر أعمال أروخ تحليلاً على نطاق واسع، جمع أروخ رموزاً من الفترة التي قضاها في بتسلئيل في القدس والتي أكدت اهتمامه بالرمزية الدينية والعلمانية للسلطة والحكومة.
وفي لوحة «المفوض السامي» استخدم أروش عناصر أيقونية إضافية مقتبسة من تاريخ الفن الغربي والتي ستظهر في أعماله لاحقا. ومن بين هذه العناصر، يبرز مزيج الألوان الأحمر والأزرق والصور المتكررة.

### السنوات الأخيرة 1967-1974
بين عامي 1967 و 1970، شارك أروخ في عدد من المعارض الجماعية. وفي عام 1968، نظمت يونا فيشر معرضًا ضم 48 لوحة من لوحات أروخ في متحف إسرائيل. بالإضافة إلى ذلك، منحه المتحف جائزة ساندبرغ. وفي عام 1970، خضع أروش لعملية جراحية لإزالة ورم.
وفي عام 1971، حصل أروش على جائزة إسرائيل في الرسم.
في أواخر أيامه اقتبس أروخ العديد من عناصر كتاب فن الشعر في لوحاته. كما اقتبس أيضا العديد من الشخصيات المتنوعة في الأدب إلى أعماله. ومن الأمثلة على ذلك لوحته "مكعبان" (1968) وسلسلة لوحاته عن زوارق التجديف من عام 1968 إلى عام 1970، والتي صور فيها تفاصيل من كتاب كريستيان لودولف رينهولد ".
وخلال السنوات الأخيرة من حياته، خطط أروش لمشروعين ضخمين: جدار معلق لمنزل الجندي في أفيكا ونقوش جدارية مصنوعة من أنابيب مقطوعة لمكتبة الجامعة العبرية. لكن مرضه الشديد منعه من إنهاء هذه المشاريع. وتوفي في 15 أكتوبر 1974.

## أعماله
لسنوات، كان يُنظر إلى عمل أرييه أروخ باعتباره من هامش الفن التجريدي الإسرائيلي. وكما هو الحال مع العديد من فناني حركة «آفاق جديدة» الفنية، تأثرت أعماله المبكرة بما بعد الانطباعية والتعبيرية لمدرسة باريس. على الرغم من أن الصور في أعماله مرت بعملية اختزال شكلي، أي التجريد، فإن الصيغة التي بلورها جوزيف زاريتسكي في حركة «آفاق جديدة» كانت بعيدة جدًا عن اهتمام أروخ بأهمية الصور. واستثمر أروش وقته في العديد من المقابلات من أجل التأكيد على اهتمامه بالشكلية في صورها المتعددة وأسلوبها في بناء اللوحة. ومع ذلك، فإن العديد من الأشكال والصور المجردة كانت نتيجة لأفكاره حول «التجريد الملموس»، حيث حافظت الأشكال، بالنسبة لأروخ، على أهميتها الرمزية.
وأثرت تقنية الرسم التي ابتكرها أروخ، والتي تضمنت الرسم التلقائي والخربشة جنبًا إلى جنب مع الرسم التجريدي العقلاني، على عدد من الرسامين من حركة «الحاجة إلى المادة» الفنية، وأبرزهم رافي لافي، الذي يعتبر مع أفيفا أوري كرائدي من رواد الرسم الإسرائيلي الجديد.
وابتداءً من الثمانينيات، بدأ ظهور تفسير جديد لأعمال أروخ. فبدلاً من إبراز الجانب الشكلاني لأعماله، بدأ نقاد الفن في إلقاء الضوء على مضامين لوحات أروش، بما في ذلك عناصر من التراث اليهودي. وكان يُنظر إلى أروخ على أنه ربط بين اليهودية الإسرائيلية المحلية والعالمية. وفي مقالتها «أغريبا مقابل نمرود» (1988)، قدمت سارة برايتبرغ سيميل لوحات أروخ كنموذج لتصميم مفهوم إسرائيلي جديد. وهاجمت في مقالتها الرأي الشائع لدى المؤرخين حول تاريخ الفن الإسرائيلي، فيما يتعلق بـ «نمرود» (1939) لإسحاق دانتسيغر، الذي يرون فيه المعبر الوحيد عن القومية اليهودية. واقترحت اعتبار لوحة «شارع أغريبا» كعمل يجمع بين القيم «اليهودية» والقيم الصهيونية.
وعلى الرغم من انتماء أروخ إلى حركة «آفاق جديدة» الفنية، إلا أنه قدم في أعماله بديلا للتجريد الشعري. وبدلا من التجريد اللاشكلي، اقترح التركيز على أشكال: بدلا من الشيئية، وبالتأسيس على الرسم المعتمد على الخط اليدوي: بدلا من الاحترافية وفقر التنفيذ - باستخدام تقنيات غير تقليدية لبث الحياة في الأشكال: بدلا من الاعتماد على الفن التجريدي الفرنسي - مقتبسا ومستخدما صورا تنتمي إلى تصورات فنية متنوعة.
وهكذا ولدت في أعماله أشكال من الرسوم الصبيانية، واستخدام الأشياء المنتمية للأماكن العامة، والصور التقليدية والشعبية أو الصور المرتبطة بذكريات الطفولة.
وقد أثر أرييه أروخ على فنانين شباب من خلال أفكاره، وبأسلوبه في الجمع بين صور مختلفة مع غيرها في لوحاته، وعن طريق نقص الظاهري للتعاطف الذي يميز أعماله، وبتقنياته مثل الرسم التلقائي والشخبطة والنقوش. ويمكن اعتبار كل من أفيفا أوري ورافي لافي من هؤلاء الفنانين المتأثرين به.

## أماكن تعلم بها
- 1924-26 أكاديمية بتسلئيل للفنون والتصميم، القدس
- 1926-1928 ثانوية هرتسليا العبرية، تل أبيب
- 1934-35 كولاروسي، باريس، مع ليجيه

## الجوائز
- 1942: جائزة ديزنغوف للرسم والنحت، بلدية تل أبيب - يافا، تل أبيب
- 1955: جائزة ديزنغوف من متحف تل أبيب
- 1968: جائزة ساندبرغ للفن الإسرائيلي، متحف إسرائيل، القدس
- 1971: جائزة إسرائيل في الرسم

## روابط خارجية
- موقع أرييه آروخ